# Bào ngư
Bào ngư (ốc cửu khổng) là tên gọi chung cho các loài thân mềm chân bụng trong chi Haliotis - chi duy nhất của họ Haliotidae, liên họ Haliotoidea.

## Đặc điểm sinh học

### Hình dáng
Bào ngư có vỏ tầng thân phát triển lấn tầng xoắn ốc, khiến toàn thân bào ngư nom như một khối dẹt. Từ mép vỏ gần miệng có khoảng 7-9 gờ, xoắn tạo thành các lỗ (lý do tên gọi ốc cửu khổng) để thở với sự thoát nước từ mang.
Vỏ bào ngư phía ngoài có nhiều vân tím, nâu, xanh xen kẽ nhau, phụ thuộc vào từng loài thích nghi với môi trường sống riêng có; mặt trong có lớp xà cừ óng ánh. Vỏ rất cứng làm chủ yếu từ calci cacbonat gồm nhiều lớp xếp chồng lên nhau, có tác dụng phân tán lực khi bào ngư bị tấn công.
Chân bào ngư rộng, có cơ bám chắc vào đá đáy biển, giúp cho nó có thể sống được ở các vùng nước chảy mạnh.

### Sinh thái học
Bào ngư bám vào đá ở vùng nước biển có độ mặn cao 2.5-3%, hay có sóng gió, xa cửa sông, nước trong.
Thức ăn của bào ngư gồm các loài rong tảo biên, mùn bã hữu cơ.
Bào ngư sinh sản hữu tính, thụ tinh ngoài, đẻ trứng vào mùa nóng, nghỉ hoạt động sinh dục mùa lạnh.

## Phân loài

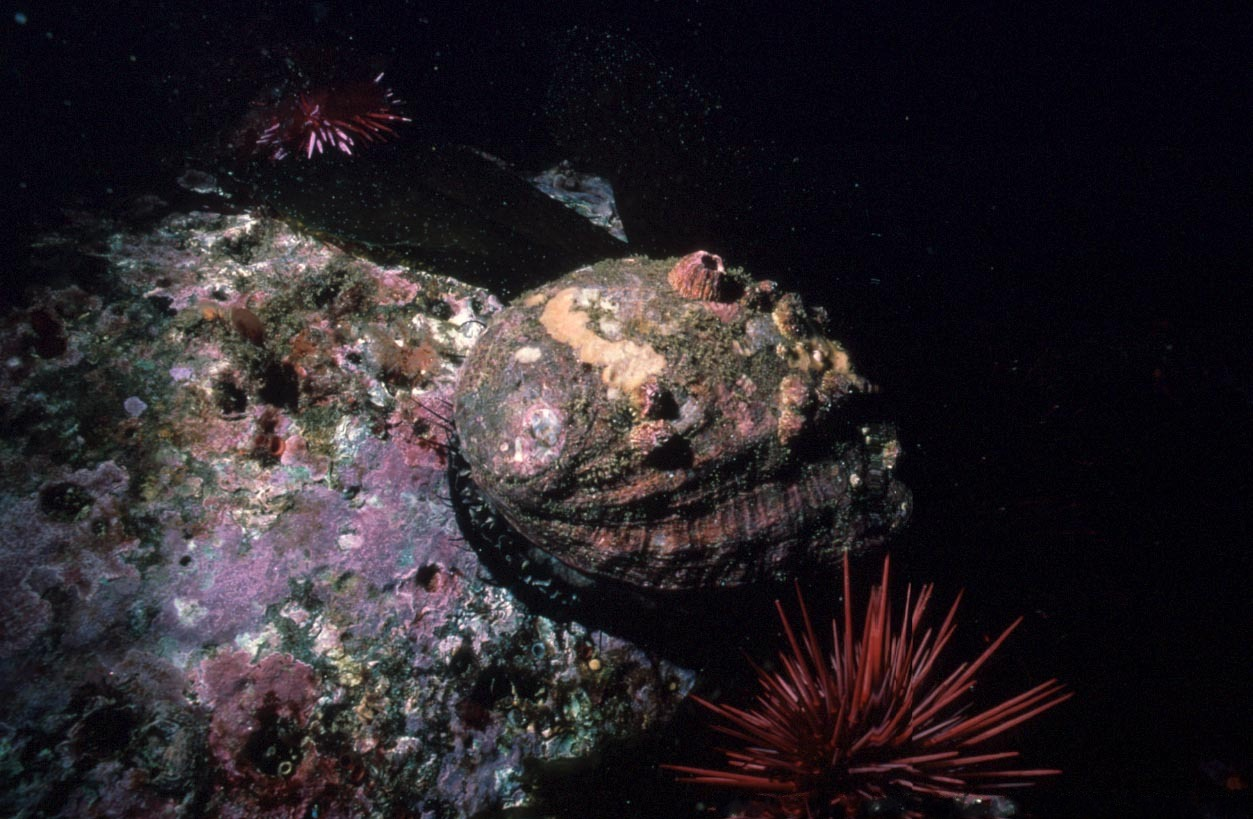
Haliotis corrugata

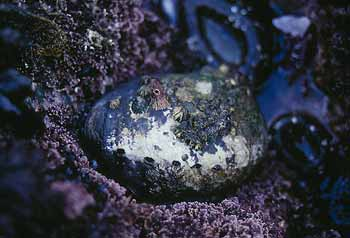
Haliotis cracherodii

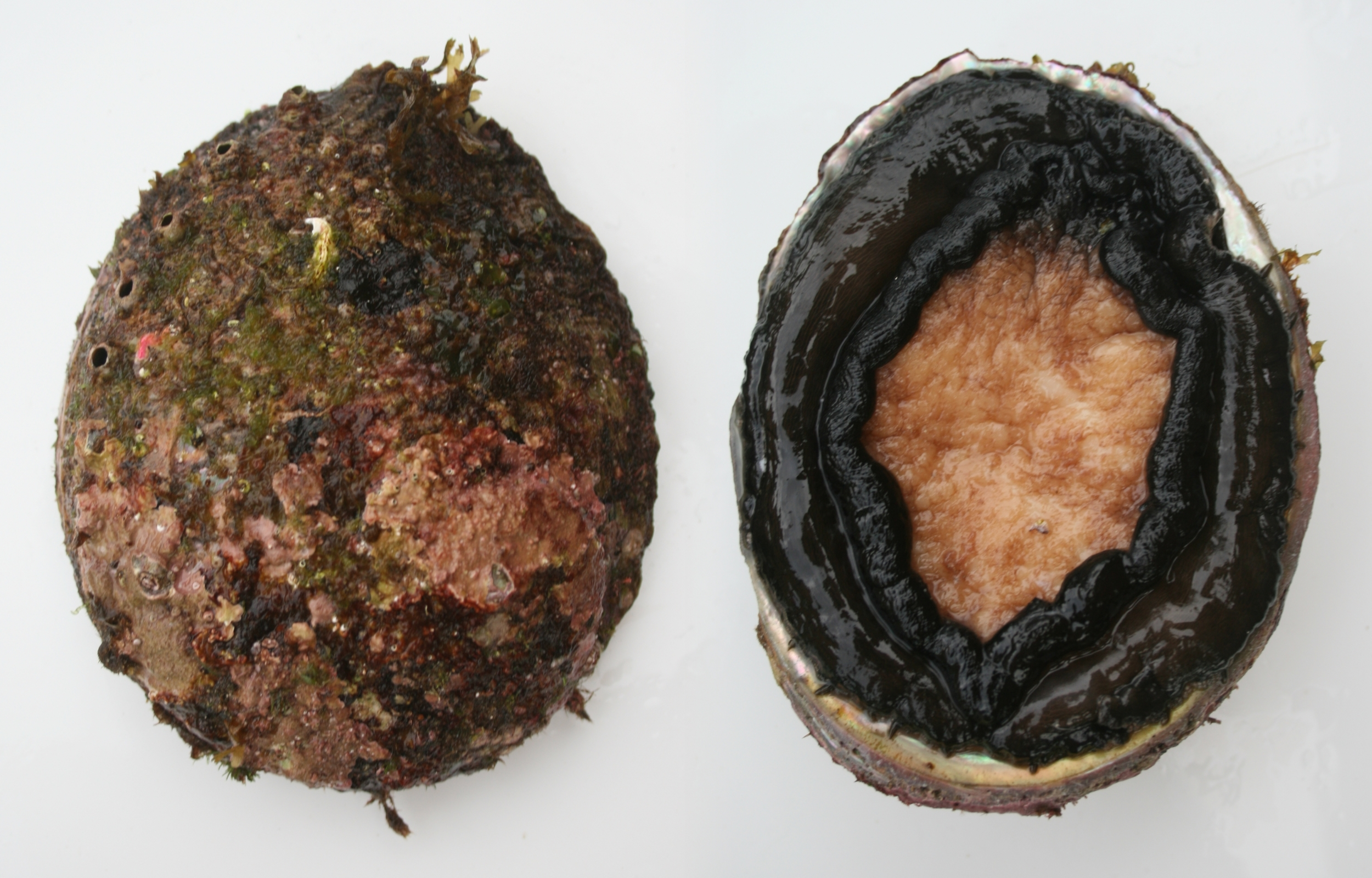
Haliotis rubra

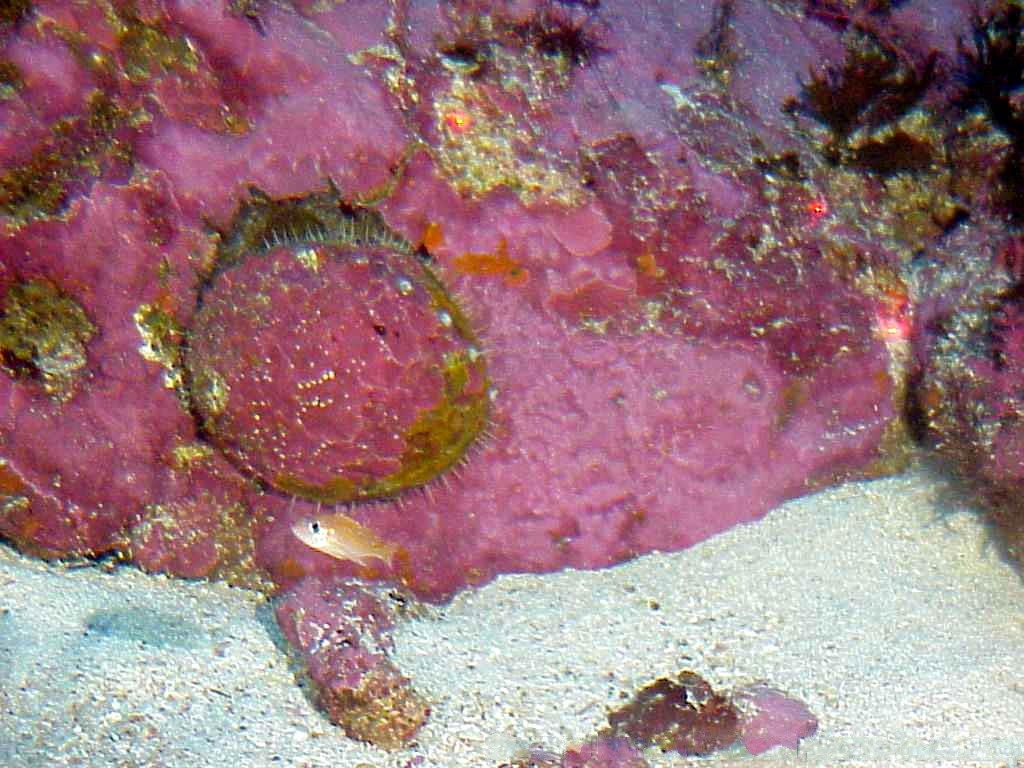
Haliotis sorenseni

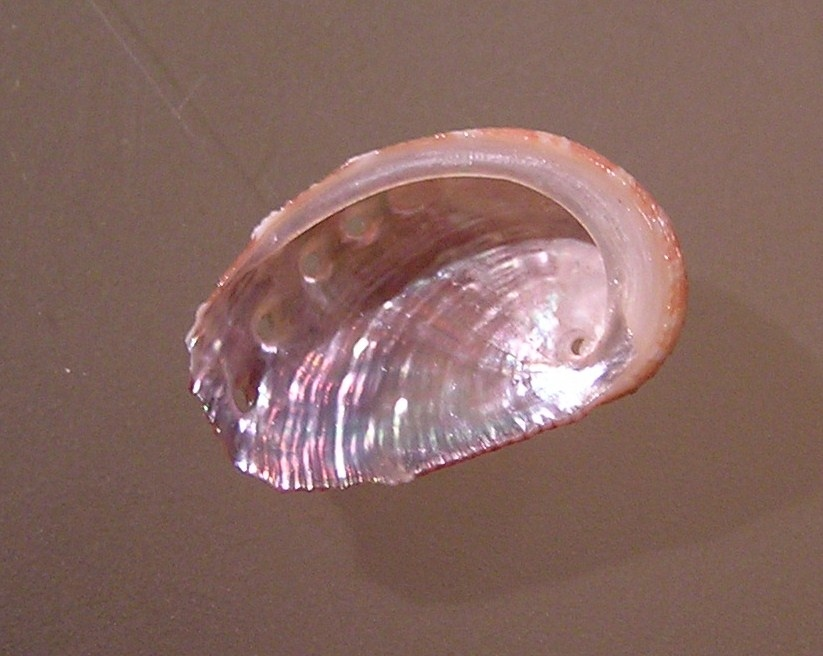
Vỏ của Haliotis varia

Lớp Chân bụng Gastropoda
Liên họ Haliotoidea
Họ Bào ngư cổ †Temnotropidaeđã tuyệt chủng
Họ Bào ngư Haliotidae
Chi Bào ngư Haliotis bao gồm
- Haliotis alfredensis Reeve, 1846 - đồng nghĩa: Haliotis speciosa Reeve, 1846[5]
- Haliotis asinina Linné, 1758 (Bào ngư hình vành tai)[6]
- Haliotis australis Gmelin, 1791[7]
- Haliotis brazieri Angas, 1869 – đồng nghĩa: Haliotis melculus[8]
  - Haliotis brazieri f. hargravesi (Cox, 1869) - đồng nghĩa: Haliotis ethologus, Haliotis hargravesi[9]
- Haliotis clathrata Reeve, 1846[10]
- Haliotis coccoradiata Reeve, 1846[11]
- Haliotis corrugata Wood, 1828[12]
- Haliotis cracherodii Leach, 1814[13]
  - Haliotis cracherodii californiensis
  - Haliotis cracherodii cracherodii
- Haliotis cyclobates Péron, 1816[14]
- Haliotis dalli Henderson, 1915[15]
  - Haliotis dalli dalli Henderson, 1915
  - Haliotis dalli roberti McLean, 1970 – đồng nghĩa: Haliotis roberti
- Haliotis discus Reeve, 1846[16]
  - Haliotis discus discus Reeve, 1846
  - Haliotis discus hannai Ino, 1953
- Haliotis dissona (Iredale, 1929)[17]
- Haliotis diversicolor - đồng nghĩa: Haliotis aquatilis
  - Haliotis diversicolor diversicolor Reeve, 1846
  - Haliotis diversicolor squamata Reeve, 1846 - đồng nghĩa:Haliotis squamata
  - Haliotis diversicolor supertexta
- Haliotis dringi
- Haliotis elegans Philippi, 1844
- Haliotis emmae
- Haliotis exigua
- Haliotis fatui Geiger, 1999
- Haliotis fulgens
  - Haliotis fulgens fulgens Philippi, 1845
  - Haliotis fulgens guadalupensis Talmadge, 1964
  - Haliotis fulgens turveri Bartsch, 1942
- Haliotis gigantea Gmelin, 1791
- Haliotis glabra Gmelin, 1791
- Haliotis iris Gmelin, 1791
- Haliotis jacnensis Reeve, 1846
- Haliotis kamtschatkana
  - Haliotis kamtschatkana assimilis Dall, 1878 - đồng nghĩa:Haliotis assimilis
  - Haliotis kamtschatkana kamtschatkana Jonas, 1845
- Haliotis laevigata Donovan, 1808
- Haliotis madaka (Habe, 1977)
- Haliotis mariae Wood, 1828
- Haliotis marfaloni
- Haliotis midae Linné, 1758
- Haliotis mykonosensis Owen, Hanavan & Hall, 2001
- Haliotis ovina (Bào ngư hình bầu dục) Gmelin, 1791
  - Haliotis ovina volcanius Patamakanthin & Eng, 2007
  - Haliotis ovina f. patamakanthini Dekker, Regter, & Gras, 2001 - đồng nghĩa:Haliotis patamakanthini[18]
- Haliotis parva Linné, 1758
- Haliotis planata
- Haliotis pourtalesii Dall, 1881
  - Haliotis pourtalesii aurantium Simone, 1998
  - Haliotis pourtalesii pourtalesii Dall, 1881
- Haliotis pulcherrima Gmelin, 1791
- Haliotis pustulata Reeve, 1846
- Haliotis queketti E.A. Smith, 1910
- Haliotis roei Gray, 1826
- Haliotis rubiginosa Reeve, 1846 - đồng nghĩa:Haliotis howensis
- Haliotis rubra Leach, 1814
  - Haliotis rubra conicopora Péron, 1816 - đồng nghĩa:Haliotis conicopora
  - Haliotis rubra rubra Leach, 1814 - đồng nghĩa:Haliotis ancile
- Haliotis rufescens Swainson, 1822
- Haliotis rugosa Lamarck, 1822 - đồng nghĩa:Haliotis multiperforata
- Haliotis scalaris (Leach, 1814)
  - Haliotis scalaris emmae Reeve, 1846
  - Haliotis scalaris scalaris (Leach, 1814)
- Haliotis schmackenmuut
- Haliotis semiplicata Menke, 1843
- Haliotis sorenseniBatsch, 1940
- Haliotis spadicea Donovan, 1808
- Haliotis squamosa Gray, 1826
- Haliotis stomatiaeformis Reeve, 1846
- Haliotis supertexta Lischke, 1870
- Haliotis thailandis Dekker & Pakamanthin, 2001[19]
- Haliotis tuberculata Linné, 1758 – đồng nghĩa: Haliotis varia, Haliotis barbouri[20]
  - Haliotis tuberculata coccinea Reeve, 1846
  - Haliotis tuberculata f. lamellosa Lamarck, 1822
  - Haliotis tuberculata fernandesi Owen, Grace, & Afonso
  - Haliotis tuberculata marmorata Linné, 1758 - đồng nghĩa: Haliotis virginea, Haliotis rosacea
  - Haliotis tuberculata tuberculata Linné, 1758
- Haliotis unilateralis Lamarck, 1822[21]
- Haliotis varia Linné, 1758[22]
  - Haliotis varia f. dohrniana Dunker, 1863 - đồng nghĩa:Haliotis dohrniana Dunker, 1863
  - Haliotis varia f. planata G.B. Sowerby II, 1882
- Haliotis virginea Gmelin, 1791
  - Haliotis virginea crispata Gould, 1847
  - Haliotis virginea huttoni Filhol, 1880
  - Haliotis virginea morioria Powell, 1938
  - Haliotis virginea stewartae Jones & Owen, 2004
  - Haliotis virginea virginea Gmelin, 1791
- Haliotis walallensis Stearns, 1899 - đồng nghĩa:Haliotis fulgens var. walallensis Stearns, 1899[23]

## Phân bố
- Việt Nam: vịnh Hạ Long, Bạch Long Vĩ, Cát Bà, Cô Tô, Khánh Hòa (hòn Nội, hòn Trà Là, hòn Tầm, hòn Tre, vịnh Vân Phong), quần đảo Trường Sa, Côn Đảo, đảo Phú Quốc, hòn Thơm, hòn Vang, hòn Mây Rút, mũi Ông Đội, mũi Đất Đỏ, đảo Thổ Chu.

## Công năng
Thịt bào ngư là một nguyên liệu làm các món đặc hải sản; vỏ bào ngư được dùng làm đồ mỹ nghệ.

### Thực phẩm
Bào ngư được sử dụng nhiều trong ẩm thực nhằm làm tăng cường calci cho cơ thể. Một số phương pháp chế biến là:
- Hấp cách thủy
- Nấu cháo
- Gỏi sống
- Xào tỏi
- Hầm với bồ câu
- Nấu lẩu

## Hình ảnh

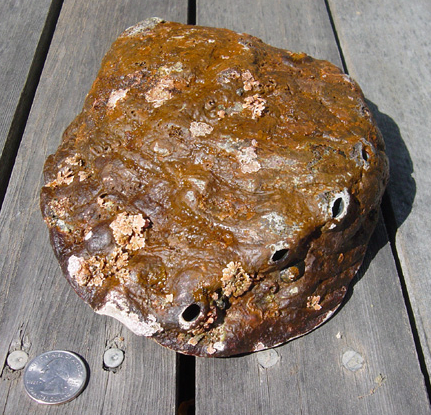
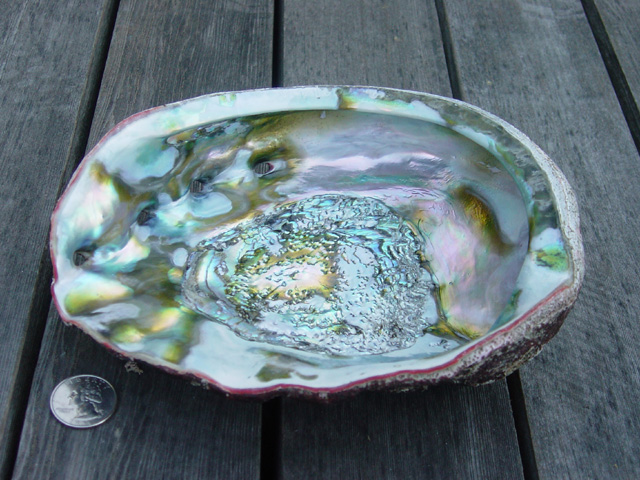
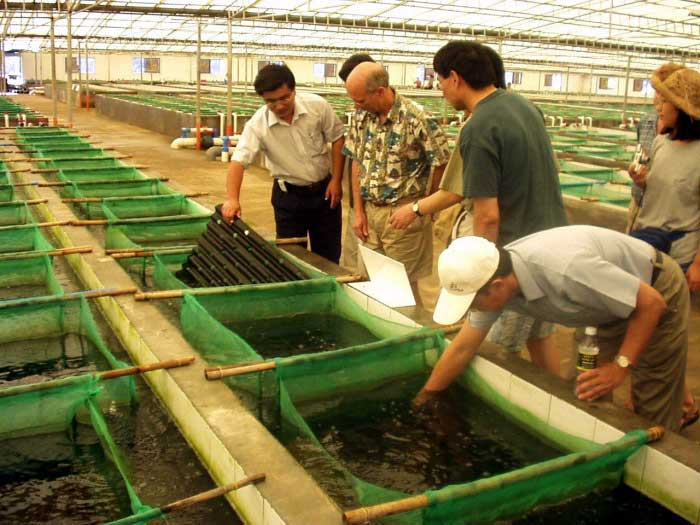
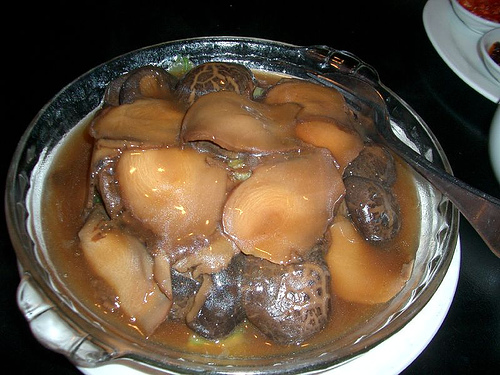